# Sedã

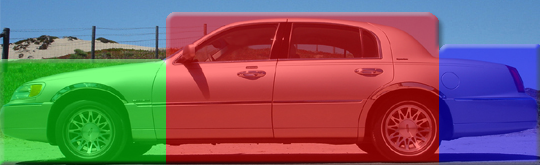
A configuração "três volumes", ilustrada aqui em um sedã de luxo. Em verde é mostrado o compartimento do motor, em vermelho o habitáculo dos passageiros e em azul o compartimento destinado às bagagens.

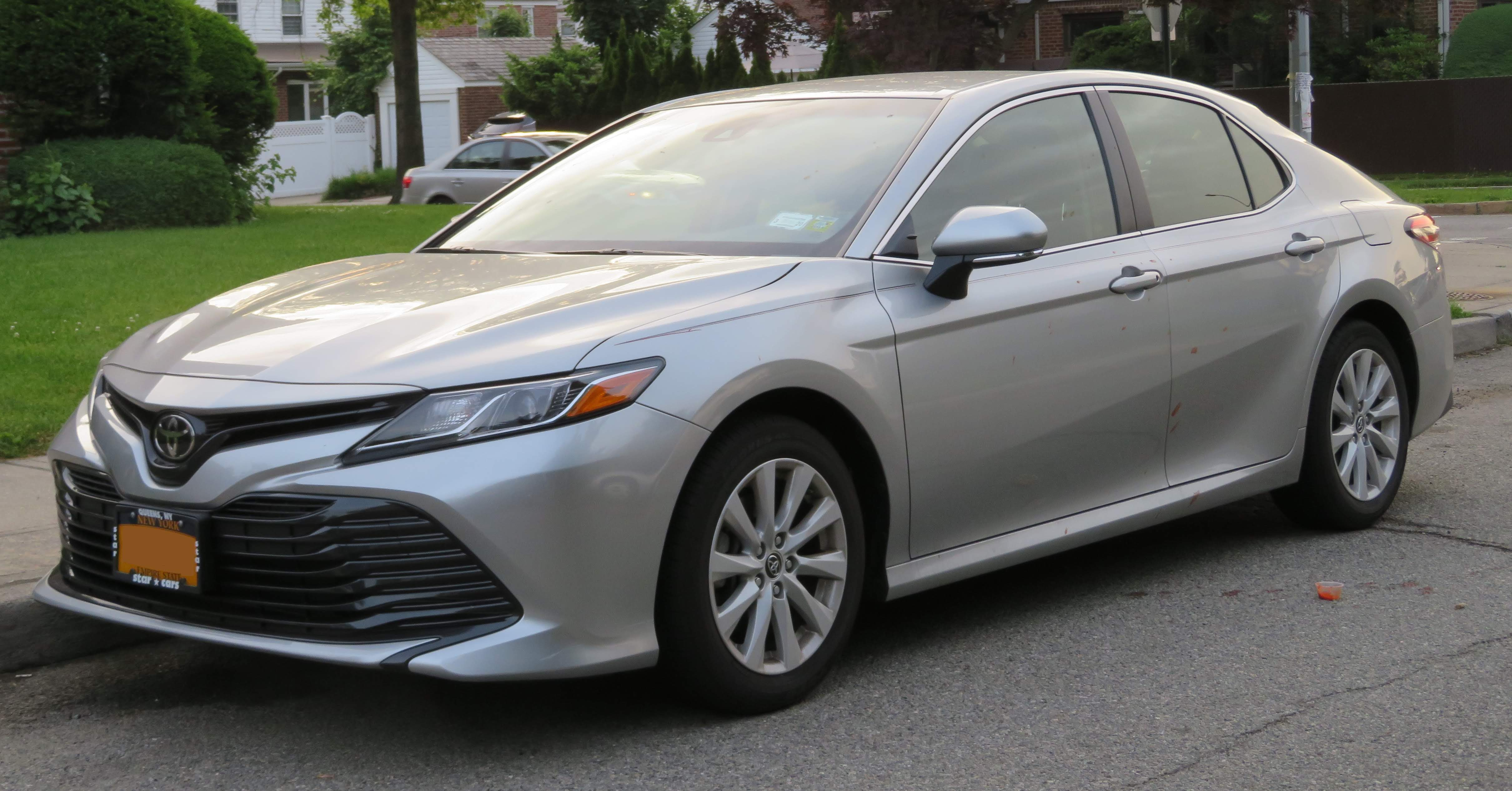
Um Toyota Camry, um sedã de três volumes.

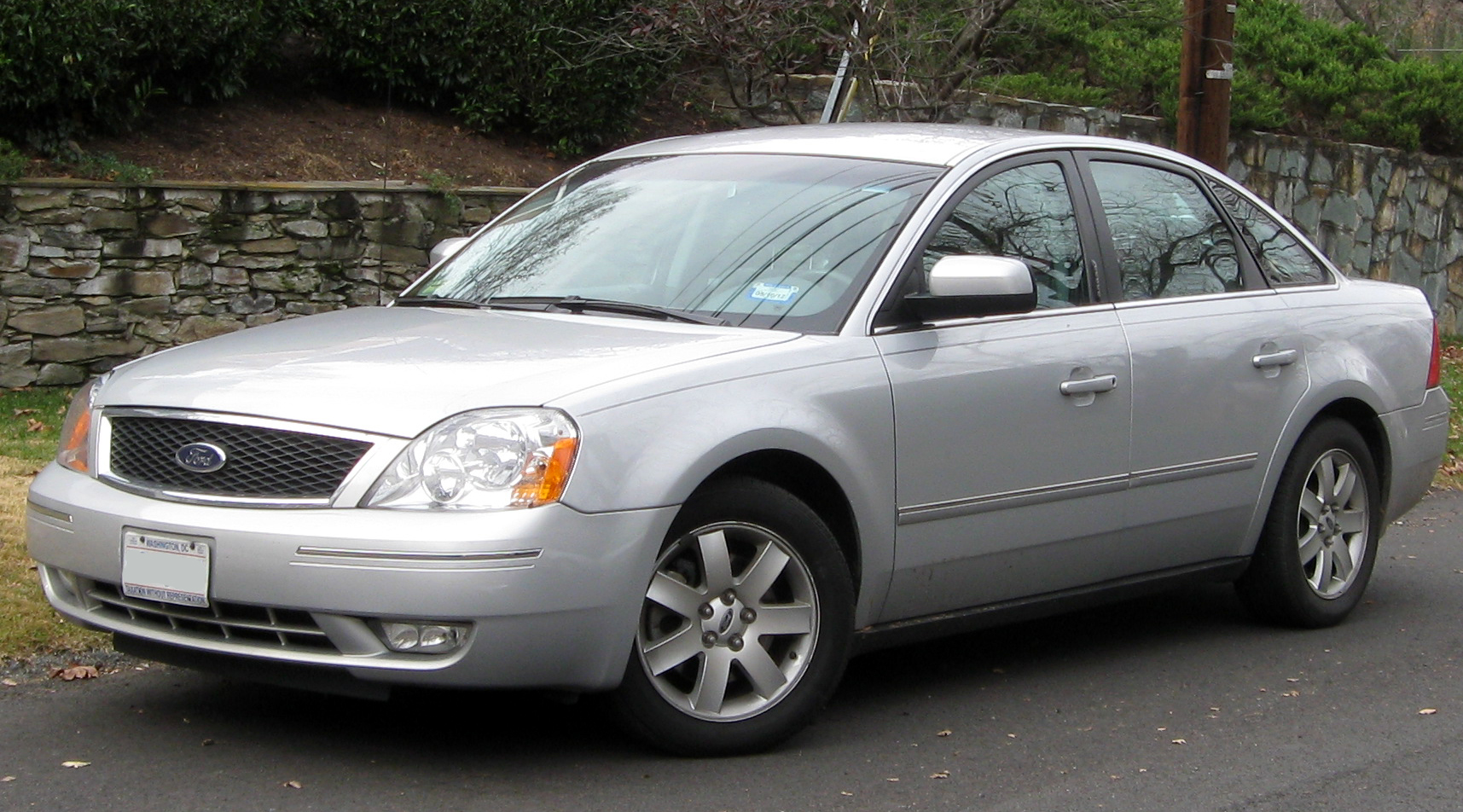
O Ford Five Hundred, um sedã médio.

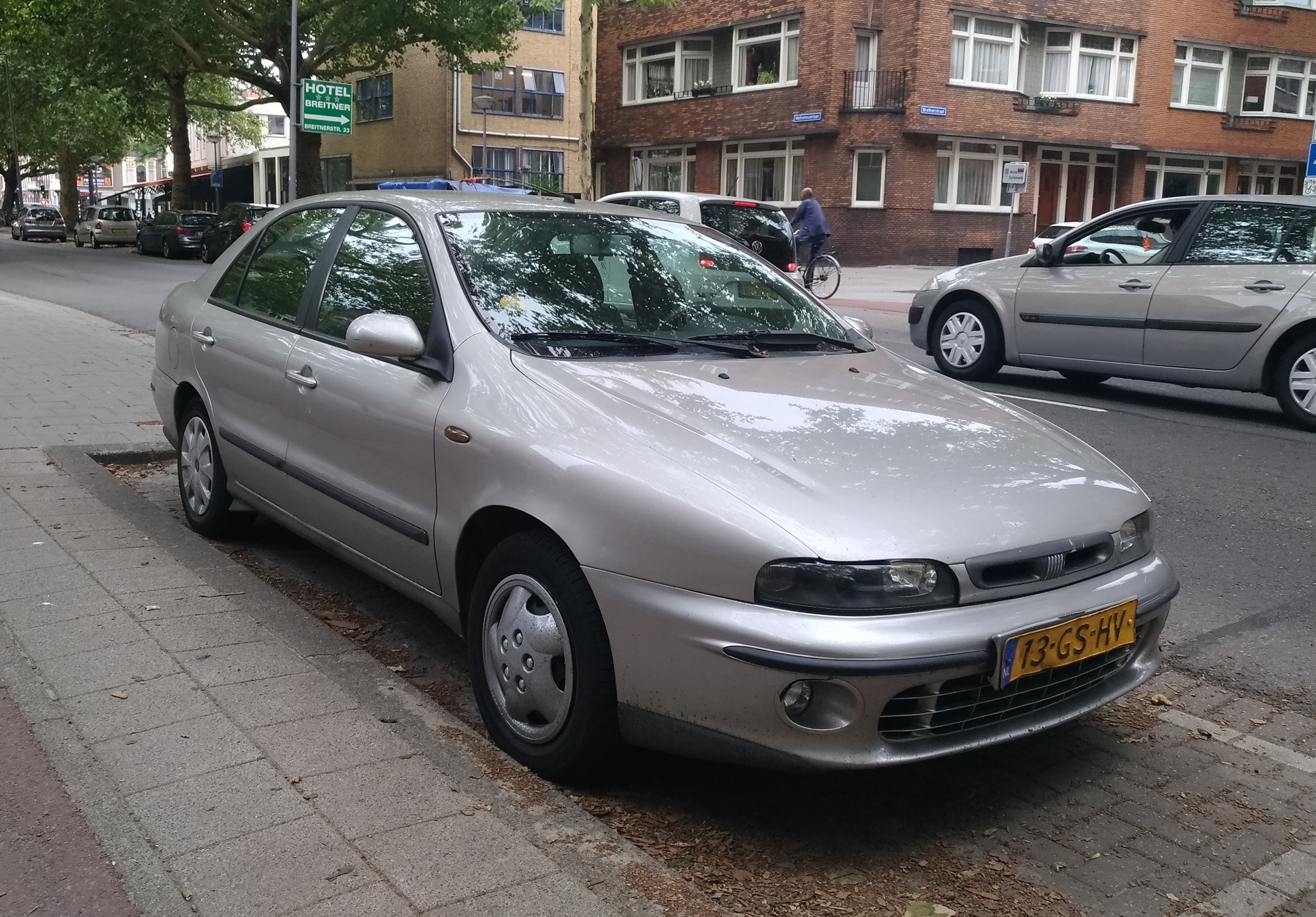
O Fiat Marea, um sedã (que tem também sua versão perua).

Uma carroceria sedã (do estrangeirismo sedan), também denominada berlina, turismo ou três volumes, é um dos tipos mais comuns de carroceria e é o formato que a maioria das pessoas atualmente associa com o carro moderno.
Basicamente, entende-se por sedã um carro com duas fileiras de bancos, com espaço considerável no banco de trás para três adultos, e um compartimento traseiro, geralmente para bagagens. Este compartimento traseiro é externo ao habitáculo dos passageiros e sua tampa não inclui o vidro traseiro.

## Tipos de sedãs
Existem várias versões deste tipo de carroceria, incluindo versões com quatro portas, versões com duas portas, cupê e versões dois volumes e meio (fastback).

### Três volumes
Uma carroceria três volumes é uma carroceria sedã típica, com três compartimentos separados e claramente distintos quando visto pela sua lateral. O teto é em uma única peça, geralmente com a janela traseira em um ângulo agudo com o teto, e com a tampa do volume traseiro também muitas vezes paralela ao chão. Historicamente é um formato popular para os automóveis de passeio.
Ex.: Lifan 620, Chevrolet Opala, Ford Del Rey, Chevrolet Malibu entre outros.

### Dois volumes e meio

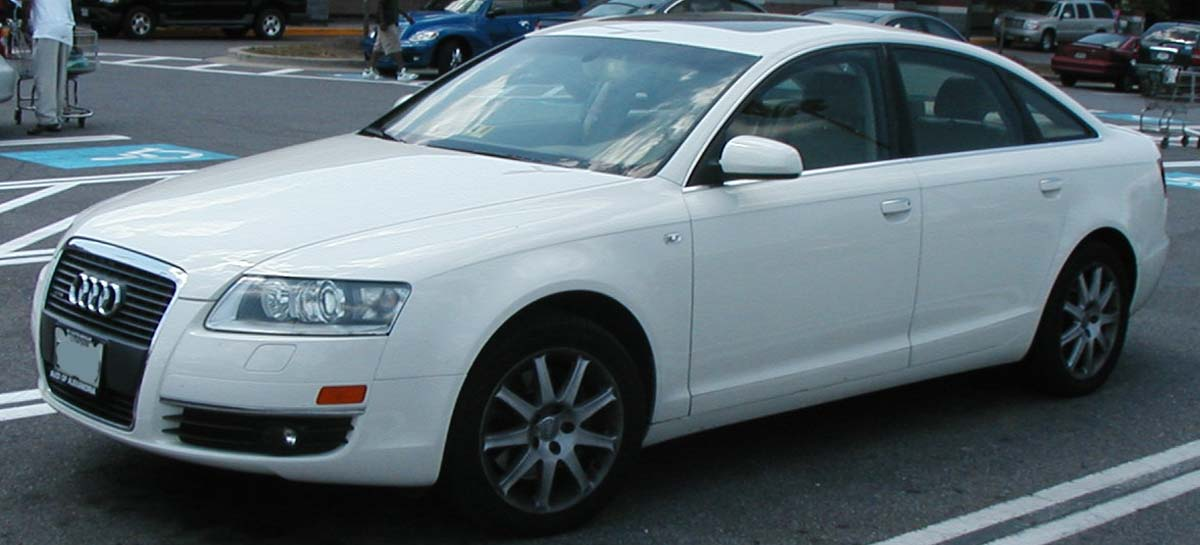
Um Audi A6 de 2004, uma típica carroceria sedã dois volumes e meio. A linha do compartimento de passageiros se funde com a linha do porta-malas.

Uma carroceria dois volumes e meio, ou notchback, é uma carroceria sedã onde o teto "desce" até o porta-malas, sem que a tampa inclua a janela traseira (diferenciando-o do hatchback, por exemplo).
A terminologia utilizada em campanhas publicitárias podem induzir ao erro nas classificações das carrocerias. Por exemplo, a Daimler denomina o Mercedes-Benz Classe CLS, que é um sedã fastback, como um cupê quatro portas, por causa do reduzido espaço para passageiros no banco traseiro - um espaço reduzido, mas ainda utilizável por adultos.
Alguns sedãs (sobretudo alguns mais recentes) chegam quase a ser versões de "um volume", onde a linha do teto se funde também com a do capô - o Honda Civic quatro portas de 2005 é um bom exemplo.
Este desenho é muito popular por suas vantagens aerodinâmicas. Os fabricantes não podem mais se dar ao luxo de sacrificar o consumo de combustível em nome do estilo de um três volumes tradicional, e logo muitos dos carros modernos possuem o traçado suave dos dois volumes e meio.

### Sedã de duas portas (cupês)
A Sociedade dos Engenheiros Automotivos define um veículo como qualquer tipo de acomodação, com duas portas traseiras não inferior a 33 pés cúbicos (0,934 m³) de volume (um cálculo feito multiplicando-se o espaço de pernas, ombros e cabeça).
Por esta norma, o Chevrolet Monte Carlo, a Ferrari 612 Scaglietti e Mercedes-Benz CL cupê são todos os carros de duas portas. Apenas algumas fontes, no entanto (incluindo a revista Car and Driver), usa o rótulo de "sedã de duas portas" dessa forma.
No vernáculo popular, um sedã de duas portas é definida por aparência e não por volume, os veículos com uma coluna B entre as janelas dianteiras e traseiras são geralmente chamados sedãs de duas portas, enquanto hardtop (sem coluna, e muitas vezes incorporando uma inclinação leve) são chamados de cupês.
O Mazda RX-8, cumpre a exigência do volume a ser chamado de um sedã, mas tem portas laterais traseiras com dobradiças, por isso alguns o chamam de "sedã 2+2". Outro termo para um coupé dotado com portas traseiras com dobradiças é "Quad Coupe". Embora isso possa simplesmente ser vernáculo, com base em um possível autor da General Motors, em Saturn ION Quad Coupe.
Enquanto eles fazem um retorno de "sedãs de duas portas", um pedaço da história fica escondida dentro destas portas traseira no sedã. Ao longo do tempo, elas têm sido apelidadas de "Portas Suicidas" para que se tornem razões claras quando você mergulhar em sua história. Como muitas outras coisas, muitas pessoas vão dizer isso sem saber por que elas são chamadas assim.
Datado aos dias de carruagens puxadas por cavalos, foi na maior parte dos passageiros  compartimentos de "multiporta". As revistas geralmente oferecem um ângulo imparcial de como entrar na cabine. O raciocínio por trás disso pode ter sido muitas coisas, estética, facilidade de construção. Seja qual for o motivo, ao longo do tempo, era óbvio que alguma coisa tinha que mudar. Uma porta enfrentaria a traseira (quando abertas) e uma porta iria enfrentar a dianteira.
Depois de toda esta explicação supérflua, alguém poderia perguntar por que elas eram tão perigosas, que nos levou ao engenheiro que abriu as portas na mesma direção? Foi devido ao fato de que as portas traseiras representam uma grande ameaça para os passageiros traseiros. Imagine ir em uma rua de paralelepípedos, onde os cavalos e bondes percorriam apenas. À medida que o passageiro da frente, você (espero), com os perigos do tráfego, seria empurrado para dentro do veículo com a porta como um escudo. Na traseira, a porta seria arrancada, ou pior, você estaria de frente para a rua, seria tarde demais para perceber o que estava vindo em sua direção. Para evitar que isso seja um problema nos carros modernos, com entrada traseira articuláveis, os fabricantes desenvolveram uma maneira muito simples, mas eficaz para manter as coisas seguras. Ambas as portas estão trancadas, com um fundo duplo em forma de "L". Assim, para a porta traseira abrir a porta da frente deve ser aberta também. Além disso aumenta a segurança da criança se o pai não abriu a porta, a criança não pode sair do veículo.

### Sedãs hardtop
Às vezes, um determinado carro fastback capota corpo estilo é referido como um sedã. Ambos têm um tom clássico (arranque) na parte traseira do veículo. Classicamente, um sedã terá uma moldura em volta das portas e dos vidro, enquanto a hardtop copa tem porta de vidro sem moldura. O projeto de capota rígida pode ser considerado separadamente (isto é, um veículo pode ser chamado simplesmente de um hardtop de quatro portas), ou pode ser chamado de um sedã hardtop. Durante a década de 1970, sedãs hardtop eram frequentemente vendidos como carros de Esporte ou Colunatas pelos fabricantes americanos. O sedã mais contemporâneo, com quatro portas pilares B eram chamados hardtops ou sedã durante este período. O termo sedã esportivo já se apropriou de outros usos.

### Hatchback

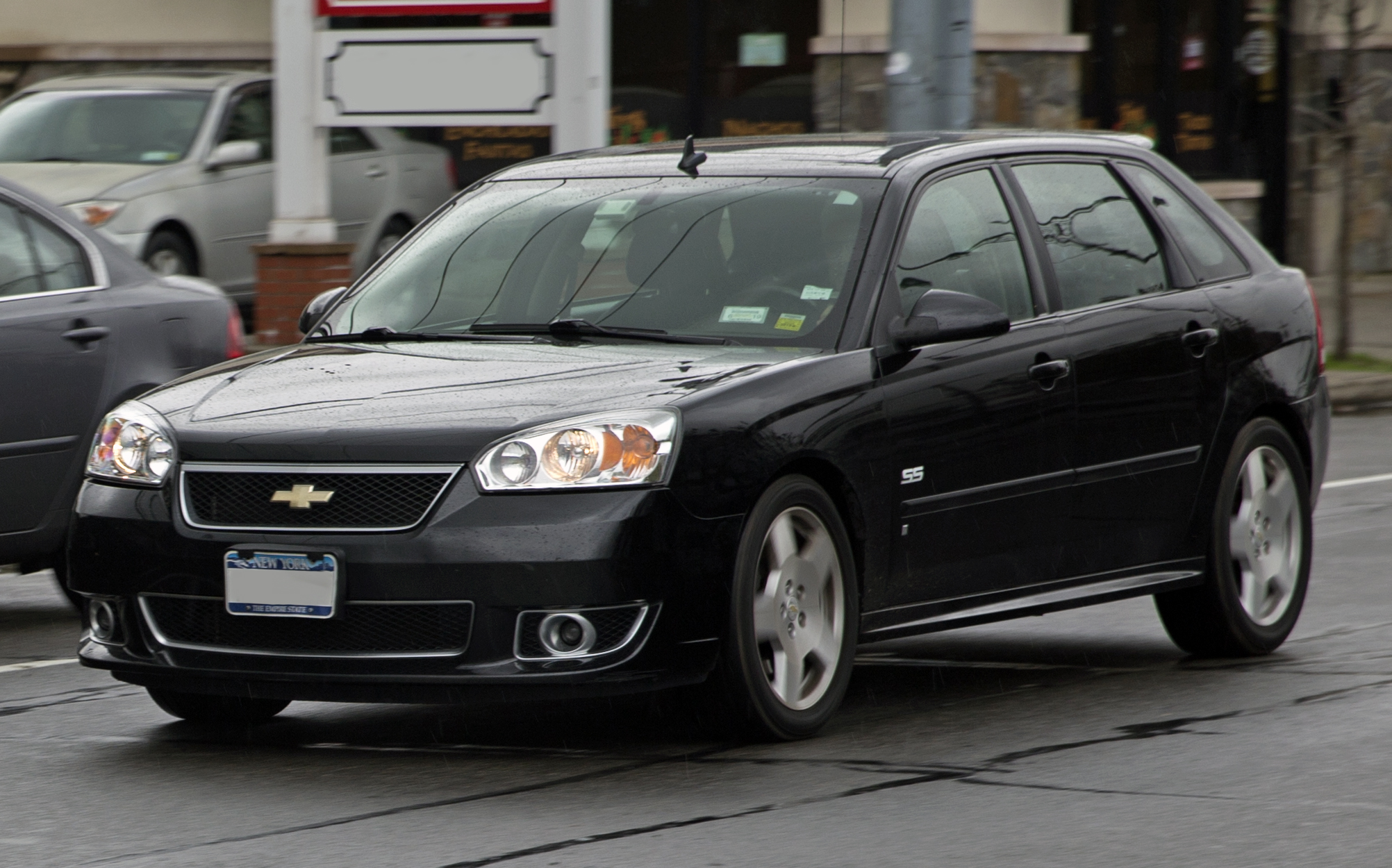
Chevy Malibu Maxx.

Hatchback (também conhecido como liftback) sedãs normalmente têm fastback perfil, mas em vez de um porta malas, a parte traseira inteira do veículo, eleva para cima (ou usando um porta traseira hatch). Um veículo com quatro portas e uma área para passageiros na parte traseira pode ser chamado de um hatchback de quatro portas, hatchback sedã de quatro portas, sedã ou cinco portas. Um exemplo é a hardtop Chevrolet Malibu Maxx. Pode haver carros hatchback de duas portas (sedã de três portas), a mesma explicação técnica para a hardtop sedã de duas portas. Exemplo desse modelo inclui o Renault Vel Satis.

### Carros com motorista

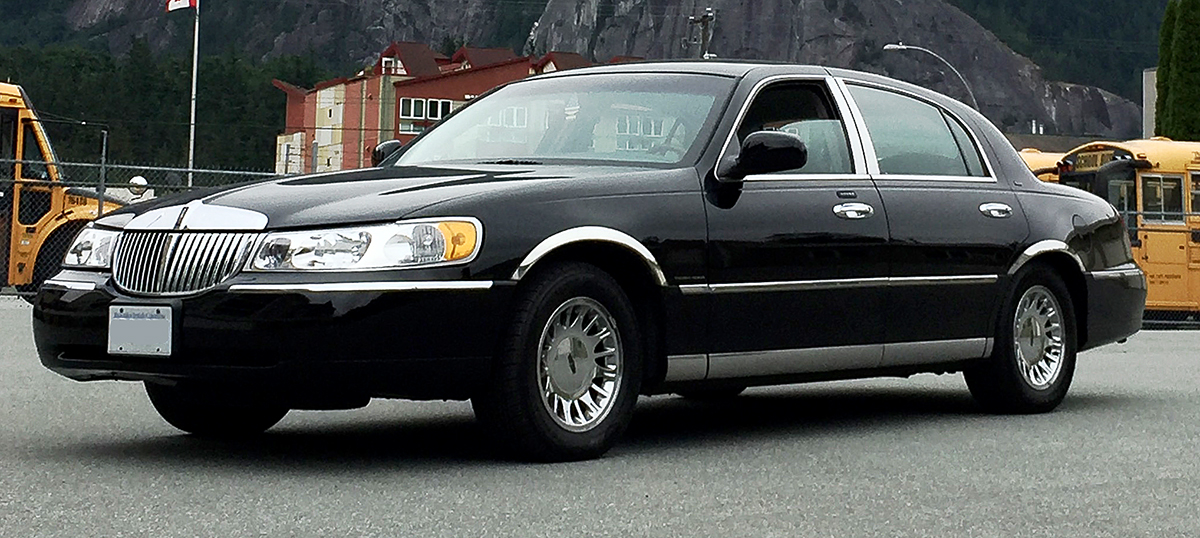
Lincoln Town Car é o carro mais comum na motorista os EUA.

Driver limousine sedã são usados principalmente por empresas para reuniões e para o transporte do aeroporto. Principais veículos para essas mídias são geralmente a hardtop Lincoln Town Car, a hardtop Cadillac ou Mercedes. Drivers são os motoristas, geralmente de mais de 10 anos de experiência a hardtop transporte indústria ou indústria do turismo são proprietários de carros com motorista ou privados, serviços de farda ou corporações. As grandes corporações e os governos proporcionam normalmente sedã de luxo para seus altos executivos e convidados VIP. carros com motorista, em especial a hardtop Lincoln Town Car, também pode ser esticado em limusines que são capazes de acomodar até 20 pessoas ou mais. Um outro número, a hardtop sedã de baixo condutor são de propriedade de particulares que contratam motoristas para conduzí-los em seus próprios carros.

## Sedãs pequenos
Sedãs pequenos estão cada vez menos populares na Europa após a "revolução" dos hatchbacks durante a década de 1970. Nos EUA e em muitos países em desenvolvimento, entretanto, sedãs como os Volkswagen Bora e Polo continuam populares.
O primeiro fabricante europeu a investir em hatchbacks em detrimento dos sedãs foi a Renault, que lançou o Renault 4) já em 1961. No caso da Renault, os únicos sedãs oferecidos atualmente são o Mégane e o Talisman.  A rival Fiat, só têm o Tipo sedã.

## Sedãs grandes

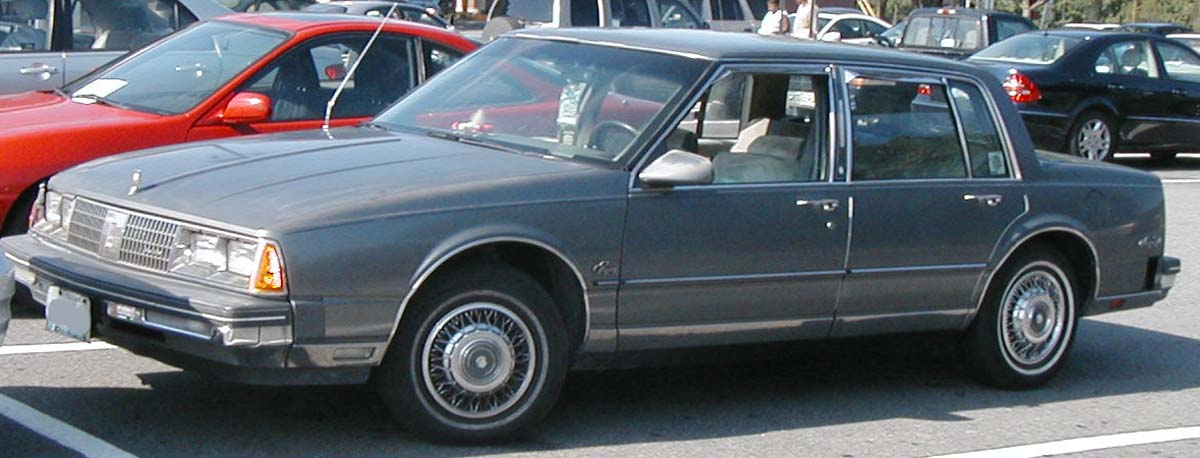
Oldsmobile Ninety Eight 1986.

A configuração três volumes é usada amplamente no mercado de carros grandes e de luxo - a configuração hatchback não se popularizou neste segmento. Entretanto, com a crescente preocupação com níveis de emissão e economia de combustível, o ângulo entre a janela traseira e o porta malas têm aumentado gradativamente - por exemplo, Audi A6, Volvo S60 - fazendo com que os modernos sedãs se pareçam cada vez mais com carros dois volumes e meio.

## Terminologia

### Origem

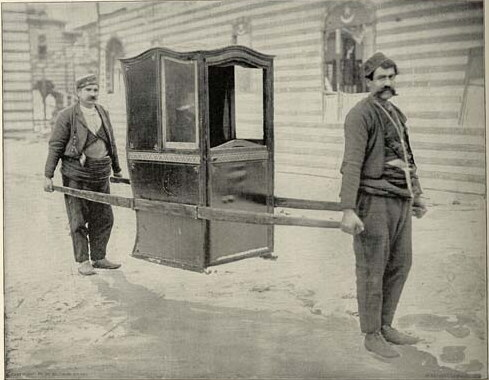
Liteira.

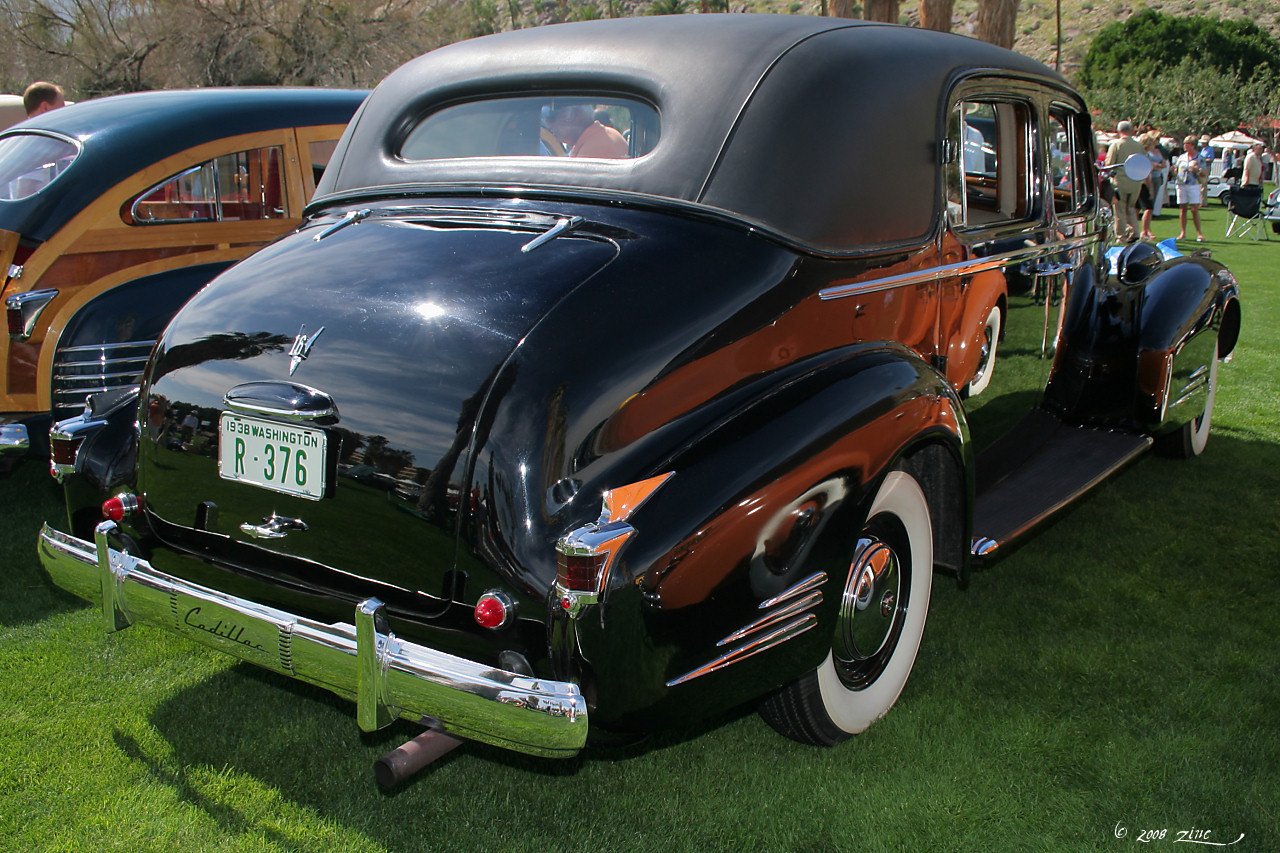
Cadillac Club Sedan de 1938.

A palavra possivelmente deriva de uma palavra de um dialeto do sul da Itália, sede (cadeira - a primeira carruagem sedã teria vindo de Nápoles). A hipótese de que ela tenha se originado da cidade de Sedan, na França, carece de evidência histórica, de acordo com a OED. A palavra foi posteriormente usada para designar uma liteira (uma caixa com janelas) levada por dois ou mais carregadores.

### Terminologia internacional
O termo é muito usado para designar veículos de três volumes no Brasil, EUA, Canadá, Austrália e Nova Zelândia. Em outros lugares do mundo, entretanto, a terminologia é um pouco diferente.
Na Grã-Bretanha, os veículos três volumes são conhecidos como saloon - ou salão em português (tanto o termo britânico como sua tradução ainda são utilizados em alguns locais do Brasil). Alguns fabricantes britânicos utilizam o termo saloon juntamente com sedan em alguns mercados internacionais. O Rolls-Royce Park Ward já foi vendido como saloon nos EUA, enquanto seu "primo menor" Silver Seraph era vendido como sedã.
Em alemão, os sedãs são conhecidos como Limousinen, independente de serem alongados ou não.
Em outros países, os sedãs também podem ser sinônimos de outros termos derivados de nomes de carruagens: berline (francês), berlina (espanhol, português Europeu, romeno e italiano), embora estes termos possam também se referir a hatchbacks.
Sedã é o mesmo que carro de turismo (voiture de tourisme, touring car, tourenwagen, vettura di turismo) e praticamente desde o começo firme da indústria automobilística, já no fim da década de 1890, organizaram-se corridas com esses carros.
A primeira forma estruturada de competição com carros de turismo normais de produção em circuito foi a stock car americana, a partir de 1947, com a fundação da Associação Nacional de Competições com Carros de Estoque, a hoje famosa Nascar.
Na Europa não demorou muito a serem organizadas as corridas com carros de turismo, sob o manto de Federação Internacional de Automobilismo, a FIA. Claro, os fabricantes de automóveis sempre viram nas corridas uma maneira de comprovar qualidade e promover seus produtos. "Ganhe domingo, venda na segunda-feira", era o princípio da coisa. Formaram-se equipes de fábrica e instituiu-se o apoio a pilotos particulares, sempre visando bons resultados para a marca. Mas no Brasil, na década de 1930, muitos brasileiros participaram das provas no Circuito da Gávea, no Rio de Janeiro, alinhando carros de turismo modificados e aliviados contra autos estrangeiros de corrida como Alfa Romeo, Bugatti, Talbot e Auto Union.